# Laok Jangjang
Laok Jangjang is een bestuurslaag in het regentschap Sumenep van de provincie Oost-Java, Indonesië. Laok Jangjang telt 2482 inwoners (volkstelling 2010).